# Marathon van Enschede 1957
De marathon van Enschede 1957 werd gelopen op zaterdag 17 augustus 1957. Het was de zesde editie van deze marathon.
De Nederlander Piet Bleeker kwam als eerste over de streep in 2:32.39. De wedstrijd deed tevens dienst als Nederlands kampioenschap marathon, waardoor hij tevens Nederlands kampioen marathon was met deze overwinning.
Marathonwedstrijden voor vrouwen bestonden er in die tijd nog niet.

## Uitslag
| rang   | naam              | land | tijd    | opmerkingen |
| ------ | ----------------- | ---- | ------- | ----------- |
| Goud   | Piet Bleeker      | NED  | 2:32.39 | 1e NK       |
| Zilver | Edward Richardson | ENG  | 2:37.00 |             |
| Brons  | K. Honey          | ENG  | 2:41.53 |             |
| 4      | T. Joyce          | ENG  | 2:44.25 |             |
| 5      | Joop Frederiks    | NED  | 2:44.40 | 2e NK       |
| 6      | G. Winchester     | ENG  | 2:44.59 |             |
| 7      | Q. Kroesen        | NED  | 2:49.40 | 3e NK       |
| 8      | F. Muurlink       | NED  | 2:49.55 | 4e NK       |
| 9      | G. Knecht         | SUI  | 2:50.15 |             |
| 10     | W. Suter          | SUI  | 2:52.35 |             |

1947 ·
1949 ·
1951 ·
1953 ·
1955 ·
1957 ·
1959 ·
1961 ·
1963 ·
1965 ·
1967 ·
1969 ·
1971 ·
1973 ·
1975 ·
1977 ·
1979 ·
1981 ·
1983 ·
1985 ·
1987 ·
1989 ·
1991 ·
1992 ·
1993 ·
1994 ·
1995 ·
1996 ·
1997 ·
1998 ·
1999 ·
2000 ·
2001 ·
2002 ·
2003 ·
2004 ·
2005 ·
2006 ·
2007 ·
2008 ·
2009 ·
2010 ·
2011 ·
2012 ·
2013 ·
2014 ·
2015 ·
2016 ·
2017 ·
2018 ·
2019 ·
2020 · 2021 ·
2022 ·
2023 ·
2024 ·
2025